# Droga A1 (Wielka Brytania)
Droga A1 (ang. A1 road) – droga krajowa w Wielkiej Brytanii, łącząca Londyn z Edynburgiem. Jest najdłuższą z brytyjskich dróg krajowych. Ma 660 km (410 mil) długości, z czego 197 km ma parametry autostrady i posiada oznaczenie A1(M). Stanowi część historycznej Great North Road.
Śladem A1 na odcinku Londyn – Newcastle upon Tyne poprowadzono nieoznakowaną na terenie Wielkiej Brytanii trasę europejską E15.
Już w latach 60. zbudowano obwodnice kilku miast, m.in. Newark, Stamford i Grantham.

## Miejscowości leżące przy A1
Główne miejscowości kierunkowe (primary destinations) znajdujące się przy drodze A1:
- Londyn
- Hatfield
- Stevenage
- Huntingdon
- Peterborough
- Stamford
- Grantham
- Newark-on-Trent
- Doncaster
- Pontefract
- Leeds
- Wetherby
- Harrogate
- Scotch Corner
- Darlington
- Durham
- Gateshead
- Newcastle upon Tyne
- Morpeth
- Alnwick
- Berwick-upon-Tweed
- Haddington
- Edynburg